# Марс (Кушнаренковський район)
Марс (рос. Марс, башк. Марс) — присілок (у минулому селище) у складі Кушнаренковського району Башкортостану, Росія. Входить до складу Горьківської сільської ради.
Населення — 78 осіб (2010; 119 у 2002).
Національний склад:
- татари — 54 %
- башкири — 41 %

У присілку народився поет, лауреат державної премії імені Габдулли Тукая Радіф Гаташ (1941).